# 黑鰓刺尾魚
黑鰓刺尾魚又稱火紅刺尾鯛，俗名巧克力倒吊、黃倒吊，為輻鰭魚綱鱸形目刺尾魚亞目刺尾魚科的其中一個種，於1834年由普魯士探險家兼博物學家 Heinrich von Kittlitz 首次正式描述，其模式產地為加羅林群島的Uléa。

## 分布
本魚分布於印度太平洋海域，包括塞席爾、安達曼群島、日本、台灣、菲律賓、印尼、新幾內亞、澳洲、馬里亞納群島、馬紹爾群島、索羅門群島、新喀里多尼亞、斐濟群島、法屬玻里尼西亞等海域。

## 深度
水深0至60公尺。

## 特徵
本魚體呈橢圓形而側扁。頭小，頭背部輪廓隨著成長而略凸出。口小，端位，上下頜各具一列扁平齒，齒固定不可動，齒緣具缺刻。幼魚體色為一致的金黃色，背鰭後方有枚白斑，有時白斑不明顯，尾鰭末端圓形。成魚體色澤為暗褐色，背鰭、臀鰭及腹鰭顏色較深，鰓蓋後方、胸鰭基部附近略帶橙色。尾鰭末端呈方型凹入，末端則為橘黃色。背鰭硬棘8枚、背鰭軟條27至30枚、臀鰭硬棘3枚、臀鰭軟條24至28枚。體長可達29公分。

## 生態
本魚棲息在礁湖或向海礁坡上，尤其是珊瑚礁、岩礁及砂地混合區，為典型的獨行性魚類。
尾柄两侧各具一尖棘。幼鱼体紫黄色，成鱼暗褐色。眶前后具橙斑。体侧密列橙色暗波纹。鳃孔上端经鳃盖后缘至颊部具一黑带。分布地区：印度洋热带水域和太平洋中、西部热带水域。杂食性，可喂以藻类，动物性浮游生物饵料以及人工饲料，适合于水温26度，海水比重1.022，水量300公升以上的无脊椎水族箱，最大体长可达26公分
此科鱼侧面轮廓高而扁平，体形椭圆型，尾部两侧竖立着一对尖刺，背鳍臀鳍与身体交接处极长，眼睛长在头部上方，鱼鳞末端有个小突起，显得皮肤外表粗糙的感觉，在我们现在家庭观赏养殖来看，该科鱼已属大型鱼了，其野生环境下可长至40公分。它们喜欢成群结队的在珊瑚礁附近游动觅食，喜食礁壁上的藻类食物 。该科鱼雌雄两性在外观无明显差别，只是再生预期，雄鱼体色会变深，幼鱼和成鱼体色也没有太大差别。

## 經濟利用
為食用性魚類，小魚體色鮮艷，可做觀賞魚，但大魚體色暗淡，適合食用。大型魚以鹽醃燒烤，味道極佳。尾柄上骨質盾板非常銳利，易傷人，處理時需小心。